# Zelandobates clevatus
Zelandobates clevatus är en kvalsterart som beskrevs av Cook 1983. Zelandobates clevatus ingår i släktet Zelandobates och familjen Hygrobatidae. Inga underarter finns listade i Catalogue of Life.